# Hermann Tertsch
Hermann Leopold Tertsch y del Valle-Lersundi (Madrid, 9 de abril de 1958) es un periodista, escritor y político español, actualmente eurodiputado de la formación política de ultraderecha Vox desde junio de 2019 y miembro del Consejo Editorial del periódico La Gaceta de la Iberosfera. Es vicepresidente del grupo político europeo “Patriotas por Europa” desde su creación en 2024, del cual es miembro Vox.

## Biografía
Es hijo del diplomático y periodista austriaco Ekkehard Tertsch —quien trabajó con Josef Hans Lazar, jefe de prensa del régimen nazi en Madrid—, y primo de Ana Palacio y de la fallecida Loyola de Palacio.  En su juventud fue miembro del Partido Comunista de Euskadi. Fue miembro del Foro de Ermua. 
Profesionalmente, se inició en la empresa periodística familiar, el boletín económico Spanish Economic News Service, pasando a trabajar en 1982 en la Agencia EFE, para la que desde entonces cubre la corresponsalía en Viena, ocupándose de los países de Europa Central y Oriental.
Se incorporó al diario El País en 1985, periódico del que se convirtió en corresponsal en Bonn y en Varsovia. A principios de los 90 cubrió las guerras yugoslavas como enviado especial. Entre 1993 y 1996 llegó a ser subdirector del diario y responsable de la sección de opinión. En 1996 dejó la subdirección, manteniendo una columna de opinión en el mismo periódico hasta 2007, momento en el cual, por discrepancias con la dirección, abandonó definitivamente este medio de comunicación.
Desde 2004 colaboró en la emisora de radio Onda Cero, interviniendo como contertulio en el programa Herrera en la onda (el programa se emitió por última vez en  marzo de 2015). Desde 2006 acude también como analista político al programa de Telemadrid Madrid opina. En 2007 su participación como contertulio habitual en este último programa, unido a su progresivo distanciamiento de la línea editorial de El País, tanto en política internacional (particularmente en relación con Israel y el conflicto de Oriente Medio) como en política nacional (muy crítico con el gobierno de José Luis Rodríguez Zapatero por su política antiterrorista), provocó que fuese cesado después de más de dos décadas en su plantilla. Desde mayo de 2007 hasta 2019 es analista político, crítico, entrevistador y columnista del diario ABC, y entre junio de 2008 y marzo de 2010 presenta y dirige el espacio nocturno de Telemadrid Diario de la noche.  La cadena estaba vinculada al Partido Popular y era muy crítica con el gobierno de José Luis Rodríguez. Su salario total ascendió a un millón de euros por casi dos años de colaboración. Desde entonces colabora como analista político en espacios como La vuelta al mundo de Veo7 (2010-2012), o El cascabel (2013-) de 13tv y en programas de radio como Sin Complejos de EsRadio, perteneciente al grupo Libertad Digital.
El 21 de abril de 2019, anunció que se presentaba a las elecciones europeas con el partido Vox, e, incluido en el número 3 de la lista del partido, resultó elegido diputado del Parlamento Europeo. Tras los comicios fue designado vicepresidente quinto del Grupo de los Conservadores y Reformistas Europeos (ECR) en la eurocámara. Se integró en la Comisión de Asuntos Exteriores (AFET), además de en la Comisión Parlamentaria Mixta UE-México (D-MX) y en la Delegación del Parlamento Europeo en la Asamblea Parlamentaria Europea-Latinoamericana (DLAT), ejerciendo una de las vicepresidencias de la mesa de este último órgano.
Se presentó de nuevo como independiente en la lista de Vox como segundo candidato a las elecciones al Parlamento Europeo de 2024. Resultó elegido eurodiputado.

## Polémicas
En diciembre de 2009 interpuso una demanda contra el programa de humor de La Sexta presentado por El Gran Wyoming, El intermedio, donde se parodiaron ciertas declaraciones suyas. La demanda fue desestimada íntegramente e impuestas a Tertsch las costas del proceso, aunque estas fueron pagadas con dinero público por Telemadrid (30 000 €).

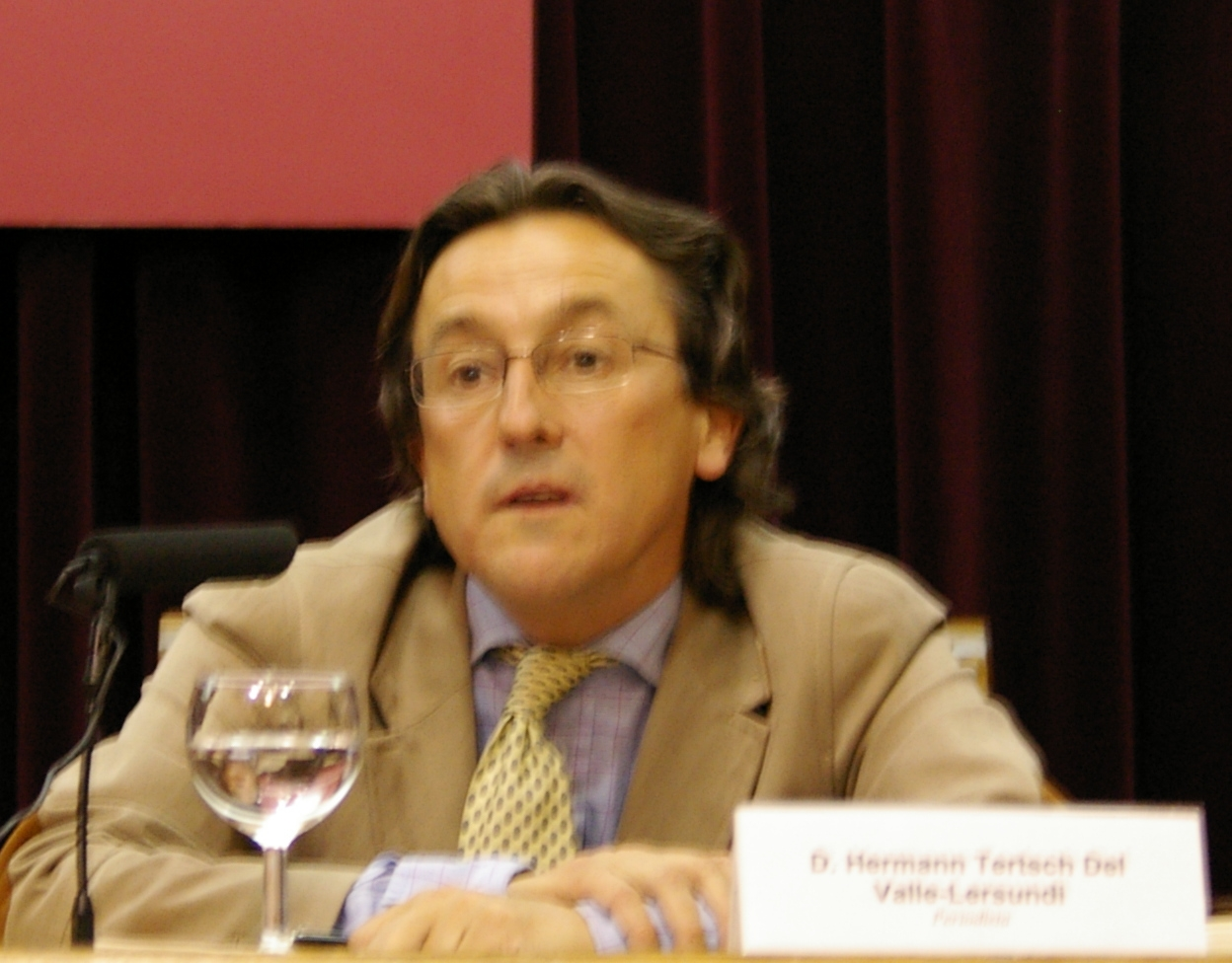
Hermann Tertsch en una conferencia en Madrid, 2007

Pasadas las 6 de la madrugada del 8 de diciembre de 2009 fue agredido en el Toni 2 —un conocido piano-bar situado en la madrileña calle del Almirante— por, según las declaraciones del propio Tertsch, un individuo que le propinó una patada por la espalda sin posibilidad de defenderse. Como resultado de la agresión presentó contusiones, dos costillas rotas y una vértebra y un pulmón dañados, según Telemadrid, y fue hospitalizado, aunque no presentó denuncia por la agresión sufrida. La presidenta del Gobierno de la Comunidad de Madrid, Esperanza Aguirre, declaró en relación con estos hechos que «en modo alguno se puede aceptar una actuación así porque un periodista discrepe de un determinado Gobierno». Sin embargo el propio Tertsch desvinculó su agresión de polémicas anteriores. El diario Público informó de que se había abierto una investigación policial sobre la agresión por la que Ramón Narváez, un empresario del ocio nocturno, fue detenido el 7 de enero de 2010 como presunto autor de la misma, quedando descartada la hipótesis del móvil político de la agresión.
En vísperas de la huelga general del 14 de noviembre de 2012, dejó grabada su crónica en la que afirmaba que la huelga había sido un fracaso y que no había servido para nada, antes de que esta hubiera comenzado: «Buenas noches a todos, una huelga general habían convocado los sindicatos, pensarán que han cumplido, lo cierto es que España tiene los mismos problemas que hace 24 horas, sólo agravados por el descrédito que supone en el exterior una convocatoria de este tipo, más allá del daño por supuesto, el daño económico objetivo que también es cuantioso. El objetivo de la huelga era disparatado y por eso estaba condenada al fracaso». La noticia fue hecha pública por la plataforma Salvemos Telemadrid y difundida por los principales medios de comunicación del país. El propio Tertsch reconoció el hecho en un mensaje enviado a través de su cuenta en Twitter: «He grabado cuando el sindicalismo totalitario nos ha dejado. Y verá lo adecuado del comentario. Querían que callara. Pues no».

Tertsch con el líder rumano de AUR, George Simion, el 20 de marzo de 2025

El 8 de agosto de 2014, en Telemadrid, afirma sobre «el señor Monedero y el señor Iglesias›, iniciadores del partido político Podemos: «Y si vuelven las condiciones que ellos consideran necesarias para matar a gente, matarían a gente. Y matarán a gente, si tienen posibilidad de matar a gente y matarla gratis, porque están en el poder o porque están cerca del poder o porque el poder les protege. Matarán a gente también por cuestiones políticas, ellos. No me cabe la menor duda».
En 2017 fue condenado por un delito de intromisión al honor, en relación con un artículo con informaciones falsas publicado en 2016 en el diario ABC, en el que Tertsch acusaba al abuelo de Pablo Iglesias de haber participado en asesinatos de civiles inocentes. Por este artículo un juzgado de Zamora lo condenó a pagar una indemnización de 12 000 euros al padre de Pablo Iglesias así como a hacerse cargo de las costas del juicio. Tertsch recurrió la condena, pero esta fue ratificada por la Audiencia Provincial de Zamora en 2018 y por el Tribunal Supremo en 2020. En 2019 recibió una nueva condena, esta vez por un delito de intromisión ilegítima y una vulneración del derecho al honor, a la intimidad y a la propia imagen de Francisco José Iglesias, padre de Pablo Iglesias, al que acusó en 2018 de participar en el asesinato de un policía en 1973. Fue condenado a pagar las costas del proceso, una indemnización de 15 000 euros a Francisco José Iglesias y a publicar el fallo en su cuenta de Twitter.
En 2022 fue duramente criticado tras utilizar en dos ocasiones una foto del féretro de Isaías Carrasco para atacar a Patxi López, siendo respondido, entre otros, por la Fundación Fernando Buesa, Consuelo Ordóñez y la propia familia del concejal socialista asesinado.
Ese mismo año el Gobierno de Irán le prohibió, junto a eurodiputados del PP, la entrada al país por su «apoyo al terrorismo e incitar a la violencia», tras apoyar la investigación de la muerte de Mahsa Amini en manos de la policía religiosa islámica y una oposición activista, que el Gobierno islamista considera elementos terroristas.
En enero de 2023 sus declaraciones sobre España crearon estupor, cuando no mofa, en el Parlamento Europeo, al afirmar que «bajo el mando de Pedro Sánchez y su gobierno de socialistas y comunistas, el acoso a los jueces y fiscales ha llegado a niveles propios de regímenes chavistas iberoamericanos», provocando una carcajada espontánea del Comisario de Justicia, Didier Reynders.

## Libros publicados
- La venganza de la historia (1993) (ensayo sobre Europa).
- Cuestiones de actualidad (1994) (ensayo).
- La acuarela (1997) (novela).
- Cita en Varsovia (1999) (novela).
- Libelo contra la secta (2010) (ensayo).
- Días de ira (2015) (ensayo)